# David Easter
David James Easter es un actor inglés, conocido por haber interpretado a Pete Callan en la serie Family Affairs y  por dar vida a Mac Nightingale en la serie Hollyoaks.

## Biografía
En 1985 se casó con la actriz inglesa Denise Welch. La pareja se divorció en 1988.

## Carrera
En 1984 se unió al reparto de la serie Brookside, donde dio vida a Pat Hancock hasta 1987.
En 1997 se unió al elenco principal de la serie Family Affairs, donde interpretó al villano Pete Callan hasta septiembre de 2005.
En 2004 apareció como invitado en la serie policíaco The Bill, donde interpretó a Frank Fisher. Anteriormente había aparecido por primera vez en la serie en 1990, cuando dio vida a Gary Canning durante el episodio "Pride and Prejudice". En 2008 apareció por primera vez en la serie médica Doctors, donde interpretó a Rick Steedman en "Family Ties", más tarde volvió a aparecer en la serie ahora interpretando a Chris Binley en el episodio "Parts and Fitters".
El 21 de noviembre de 2013, apareció como invitado en la serie Emmerdale Farm, donde dio vida al empresario Gil Keane.
El 13 de mayo de 2015, se unió al elenco principal de la serie británica Hollyoaks, donde interpretó a Mackenzie "Mac" Nightingale hasta el 2017. David regresó a la serie en mayo del 2018.

## Filmografía

### Series de televisión
| Año                          | Título             | Personaje       | Notas                                |
| ---------------------------- | ------------------ | --------------- | ------------------------------------ |
| 2015 - 2017, 2018 - presente | Hollyoaks          | Mac Nightingale | 183 episodios                        |
| 2011                         | Doctors            | Chris Binley    | episodio "Parts and Fitters"         |
| 2010                         | Material Girl      | Nick            | episodio # 1.2                       |
| 2009                         | The Tudors         | Vigilante       | episodio "Protestant Anne of Cleves" |
| 2007                         | Holby City         | Greg Marsh      | episodio "Deep Dark Truthful Mirror" |
| 1997 - 2005                  | Family Affairs     | Pete Callan     | 185 episodios                        |
| 2004                         | The Bill           | Frank Fisher    | 5 episodios                          |
| 1996                         | Bad Boys           | Darren Appleton | episodio "No Pain, No Gain"          |
| 1994                         | Birds of a Feather | Warren          | episodio "Puppy Love"                |
| 1990                         | Bread              | Agente          | episodio # 6.9                       |
| 1989                         | Three Up Two Down  | Rob             | 3 episodios                          |
| 1984 - 1987                  | Brookside          | Pat Hancock     | 32 episodios                         |

### Películas
| Año  | Título                    | Personaje   | Notas |
| ---- | ------------------------- | ----------- | --- |
| 2011 | How to Stop Being a Loser | Mr. Johnson | junto a Simon Phillips, Craig Conway, Gemma Atkinson, Colin Salmon, Billy Murray, Richard E. Grant y Sheridan Smith |

### Apariciones
| Año  | Título     | Notas                         |
| ---- | ---------- | ----------------------------- |
| 2000 | Soap Fever | episodio del 10 de septiembre |

### Teatro
| Año  | Obra                                         | Personaje | Director (a)  | Teatro              | Notas                                                        |
| ---- | -------------------------------------------- | --------- | ------------- | ------------------- | ------------------------------------------------------------ |
| 1991 | Joseph and the Amazing Technicolor Dreamcoat | Faraón    | -             | -                   | junto a Jason Donovan y Linzi Hateley                        |
| 1989 | A Slice of Saturday Night                    | -         | -             | King's Head Theatre | junto a Lisa Hollander, Claire Parker y James Powell         |
| 1987 | Girlfriends                                  | -         | -             | Playhouse Theatre   | junto a Hazel O'Connor y Jenna Russell                       |
| 1983 | Grease                                       | -         | Warren Hooper | Grand Theatre       | junto a Alwyne Taylor, Don Cotter, Clare Burt y Brian Abbott |

## Premios y nominaciones
| Año  | Categoría           | Premio             | Serie          | Resultado |
| ---- | ------------------- | ------------------ | -------------- | --------- |
| 2018 | Villain of the Year | British Soap Award | Hollyoaks      | Nominado  |
| 2003 | Sexiest Male        | British Soap Award | Family Affairs | Nominado  |
| 2002 | Villain of the Year | British Soap Award | Family Affairs | Nominado  |